# Chó săn gấu mèo Vương quốc Liên hiệp Anh
Chó săn gấu mèo Anh Quốc (tiếng Anh: English Coonhound), còn được gọi là American English Coonhound (Câu lạc bộ đăng kí chó thuần chủng Mỹ) hoặc Redtick Coonhound, là một giống chó săn gấu mèo có nguồn gốc và thường được nuôi ở Nam Hoa Kỳ. Nó được nuôi bởi những người săn bắt và đưa đến Mỹ trong thế kỷ 17 và 18, do đó những con chó được gọi là "Virginia Hounds". Sự công nhận đầu tiên của giống chó này bắt đầu từ Câu lạc bộ đăng kí chó thuần chủng Liên bang (UKC) vào năm 1905. Tiếp theo là Câu lạc bộ đăng kí chó thuần chủng Mỹ (AKC) vào năm 2011.

## Lịch sử
Giống chó này bắt nguồn từ tổ tiên của nó từ chó foxhound được đưa đến Mỹ bởi những người định cư châu Âu trong thế kỷ 17 và 18. Những giống chó khác cũng cùng tổ tiên này là Chó săn Plott. Giống chó này được phát triển theo thời gian được nhập khẩu từ Mỹ bởi Robert Brooke, Thomas Walker và Tổng thống đầu tiên của Hoa Kỳ, George Washington. Chúng được nuôi để săn gấu mèo vào ban đêm và cáo đỏ vào ban ngày. Nó được công nhận bởi UKC vào năm 1905 với tên là English Fox và Coonhound
Tiếp theo là Câu lạc bộ đăng kí chó thuần chủng Mỹ (AKC), lần đầu tiên trong Foundation Stock Service vào năm 2011 thuộc trong nhóm chó săn. Nó được chuyển lên Lớp Miscellaneous vào ngày 1 tháng 1 năm 2010. Sau sự công nhận của giống chó AKC trong nhóm chó săn vào ngày 30 tháng 6 năm 2011 là giống chó thứ 171, Chó săn gấu mèo Anh Quốc đã đủ điều kiện để tham gia vào National Dog Show vào năm 2011 và Westminster Kennel Club Dog Show và AKC/Eukanuba National Championship lần đầu tiên vào năm 2012.

## Mô tả

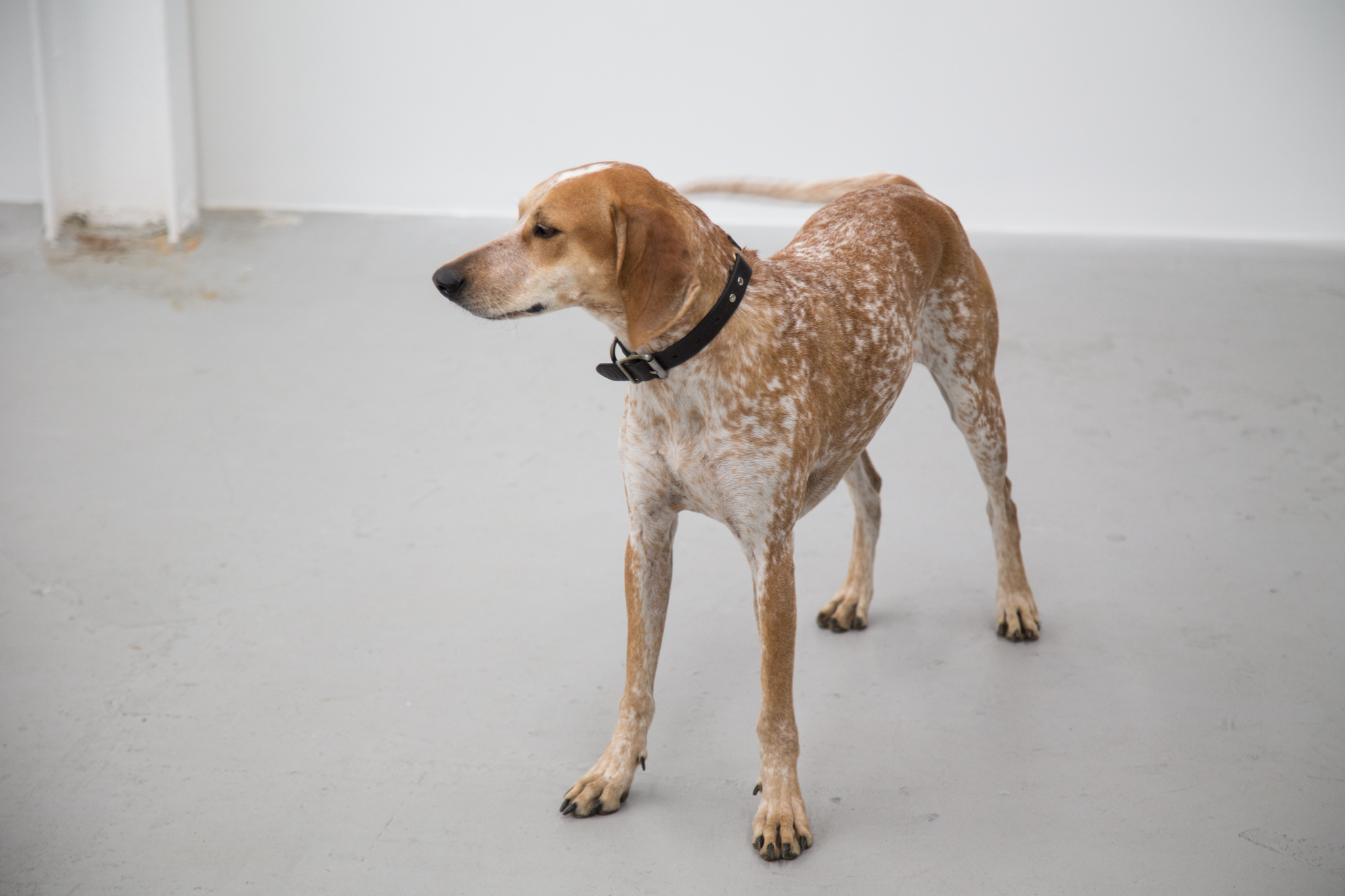
Chó săn gấu mèo Anh Quốc

Chó săn gấu mèo Anh Quốc cao khoảng 56–69 cm ở con đực tại các vai, còn con cái là 53–64 cm. Cân nặng của nó sẽ tỉ lệ với chiều cao. Bộ lông của nó có ba màu sắc và hoa văn khác nhau. Phổ biến nhất là "redtick", trong khi các mẫu khác bao gồm các tricolor và "bluetick". Đừng nhầm lẫn với Chó săn gấu mèo lam.

## Tập tính
Chó săn gấu mèo Anh Quốc thích được yên tĩnh trong nhà, và cần tập thể dục thường xuyên. Chó săn gấu mèo Anh Quốc có khả năng làm vật nuôi trong nhà tốt. Giống chó này nói chung là tốt với trẻ em và có xu hướng là những con chó rất trung thành với chủ của nó. Giống như hầu hết các chú chó con khác, chúng có thể khá tò mò và phá hoại do đó cần huấn luyện từ sớm.
Giống như tất cả các chó săn gấu mèo khác, Chó săn gấu mèo Anh Quốc là con chó rất hòa đồng. Tính lẳng lơ hoặc xâm lược được coi là một khiếm khuyết theo tiêu chuẩn giống của UKC. Chó săn gấu mèo Anh Quốc là giống chó mạnh mẽ, đòi hỏi sự kiên nhẫn hơn trong việc huấn luyện hơn các giống khác. Những chú chó con thường tích cực và vui tươi hơn.

### Săn bắt
Chó săn gấu mèo Anh Quốc còn là một chó săn gấu mèo, loài này có khứu giác mạnh mẽ để săn bắt.

## Sức khỏe
Chó săn gấu mèo Anh Quốc có thể dễ bị quá nóng tính trong khi săn lùng trong những tháng mùa hè ở miền Nam Hoa Kỳ.